# ربرت دلونه
ربرت دلونه از نخستین نقاشانی بود که تجربهٔ کوبیست‌ها در خرد کردن شکل را به عرصهٔ رنگ تعمیم داد. شیوهٔ او ارفیسم نام گرفت. خود او دربارهٔ تجربه‌اش چنین نوشت: شکل در اثر نور می‌شکند و ترازهای رنگی ایجاد می‌شوند که شالوده‌ای برای توصیف اند ولی فقط یک دستاویز.

## زندگی‌نامه
او نخست در رشتهٔ طراحی برای تئاتر آموزش دید ولی سپس به نقاشی روی آورد. نخستین آثارش را در رنگ‌های درخشان و با اسلوب نقطه گذاری ساخت (۱۹۰۷–۱۹۰۵). تحت تأثیر آثار پل سزان رنگ‌های ملایم تری را در نقاشی‌های بعدیش به کار گرفت. در دورهٔ خدمت سربازی به مطالعهٔ علمی در زمینهٔ نور و رنگ پراخت (۱۹۰۸). با فرنان لژه آشنا شد. این دو در راستای کوبیسم تحلیلی تجربه‌های تازه تری را در سازمان بندی ساختاری آغاز کردند. دلونه در سلسله پرده‌های کلیسای سن سوربن و برج ایفل به تجربه در رنگ گزینی وسیع بازگشت. در سلسله نقاشی‌های پنجره هم‌زمان از طریق منتزع کردن سطوح رنگی خالص از نقشمایه‌ای که برگزیده بود بدان جلوهٔ بلورین بخشید. آپلینر با تأکید بر خصلت موسیقی گونه و  تغزلی این نقاشی‌ها اصطلاح ارفیسم را ابداع کرد. دلونه در ادامهٔ تجربیاتش به انتزاع مطلق رسید ولی گاه گاه به تفسیر رنگی از جهان عینی می‌پرداخت. چند سالی را در اسپانیا و پرتغال گذرانید (۱۹۲۱–۱۹۱۴). در سال‌های بعد چند نقاشی بزرگ سفارش گرفت از جمله در نمایشگاه جهانی پاریس (۱۹۳۷).
دلونه ارفیسم را چون تحول منطقی امپرسیونیسم و نئوامپرسیونیسم می‌دانست و محتملا تحت تأثیر کوپکا تا انتزاع ناب پیش رفت. او چون لژه ستایشگر فناوری و جلوه‌های آن در زندگی نوین بود.

## آثار
شهر پاریس (۱۹۱۱) پنجره‌های رو به شهر (۱۹۱۱) برج ایفل (۱۹۲۴) دوندگان (۱۹۲۶)